# 特警隊 (刑務所)
特警隊（とくけいたい、とっけいたい）は、太平洋戦争末期の1944年（昭和19年）に発足した刑務官の補助要員。成績優良な受刑者によって編成された。なお、この「特警隊」は「特別警備隊」の略称ではなく、「特警隊」が正式名称である。

## 概要

### 背景
太平洋戦争の勃発により、徴兵検査に合格した成人男性は軍に召集され戦地に赴いた。もちろん刑務所職員も例外ではなく、約4分の1の職員に召集令状が交付されて出征していった。また、軍需物資の増産により好況になったため、給与の高い民間企業に転職する職員も相次いだ。そのため、次第に職員の不足が目立ち始め、刑務所管理に支障を来たすようになった。
当局は刑務官以外の職員にも条件付で「公権力の行使」を認めたり、刑務官を志望する労働者の徴用解除などの対策をとったが根本的な解決とはならなかった。そして、ついに受刑者を活用することになった。

### 特警隊の発足
1943年（昭和18年）4月より、東京で試験的な運用が始まった。特に問題が発生しなかったため、翌年より全国に拡大した。
特警隊員は全国の主要刑務所に設けられた「特警練成所」で1ヶ月間の教育・訓練を経た後、刑務所や構外の作業場に配属され、見張りなどの刑務官の補助業務に就いた。一般受刑者の赤い囚人服（当時）とは異なった衣服が支給され、いわゆる「囚人自治」も認められた。

### 特警隊の腐敗と廃止
しかし、時がたつにつれて弊害が目に付くようになった。当初対象外だった累犯者・長期受刑者が特警隊員として認められるようになったため、一種の「牢名主」化して暴威を振るうようになった。
戦争終結後も特警隊制度は存続したが、1947年（昭和22年）9月6日に静岡刑務所の特警隊員による静岡刑務所暴動が発生した。この事件を機に特警隊制度は廃止された。代わって刑務官で構成される警備隊 (刑務所)が設置されることとなった